# Björkgråmal
Björkgråmal (Swammerdamia caesiella) är en fjärilsart som först beskrevs av Jacob Hübner 1796.  Björkgråmal ingår i släktet Swammerdamia, och familjen spinnmalar. Arten är reproducerande i Sverige.

## Bildgalleri

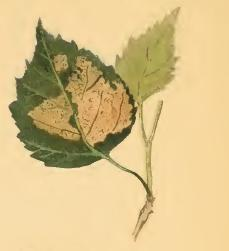
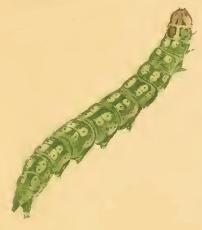